# IC 3210
IC 3210 је лентикуларна галаксија у сазвјежђу Береникина коса која се налази на листи објеката дубоког неба у Индекс каталогу.
Деклинација објекта је + 28° 25' 52" а ректасцензија 12h 22m 0,8s. Привидна величина (магнитуда) објекта IC 3210 износи 14,6 а фотографска магнитуда 15,5. IC 3210 је још познат и под ознакама MCG 5-29-70, CGCG 158-89, PGC 39987.